# John Laporte
John Laporte (* 4. November 1798 in Asylum, Bradford County, Pennsylvania; † 22. August 1862 in Philadelphia, Pennsylvania) war ein US-amerikanischer Politiker. Zwischen 1833 und 1837 vertrat er den Bundesstaat Pennsylvania im US-Repräsentantenhaus.

## Werdegang
John Laporte besuchte die öffentlichen Schulen seiner Heimat. In den Jahren 1827 und 1828 war er Bezirksrevisor im Bradford County. In den 1820er Jahren schloss er sich der Bewegung um den späteren Präsidenten Andrew Jackson an und wurde Mitglied der von diesem 1828 gegründeten Demokratischen Partei. Zwischen 1828 und 1832 saß er als Abgeordneter im Repräsentantenhaus von Pennsylvania; seit 1831 war er dessen Präsident.
Bei den Kongresswahlen des Jahres 1832 wurde Laporte im 17. Wahlbezirk von Pennsylvania in das US-Repräsentantenhaus in Washington, D.C. gewählt, wo er am 4. März 1833 die Nachfolge von John Gilmore antrat. Nach einer Wiederwahl konnte er bis zum 3. März 1837 zwei Legislaturperioden im Kongress absolvieren. Während dieser Zeit wurde innerhalb und außerhalb des Kongresses viel über die Politik von Präsident Andrew Jackson diskutiert. Im Jahr 1836 verzichtete er auf eine erneute Kongresskandidatur.
Zwischen 1837 und 1845 war Laporte beisitzender Richter im Bradford County. Er war auch am Ausbau des North Branch Canal beteiligt. Von 1845 bis 1851 leitete er die Landvermessungsbehörde des Staates Pennsylvania. Seit 1852 bis zu seinem Tod war er in Towanda auch im Bankgewerbe tätig. Er starb am 22. August 1862 in Philadelphia.